# Đại lộ Hoa Lư
Đại lộ Hoa Lư là tuyến đường lớn nằm ở phía Tây tỉnh Ninh Bình. Tuyến đường này kết nối và giao cắt trực tiếp với các tuyến đường quan trọng khác như: Quốc lộ 12B, Quốc lộ 21B, Quốc lộ 1, Đường cao tốc Bắc – Nam phía Đông, Quốc lộ 45,.. Đây được xem là tuyến đường "4 trong 1" để phát triển đô thị, dịch vụ du lịch, công nghiệp, khoa học công nghệ.
Đại lộ Hoa Lư ban đầu có tên là tuyến đường Đông Tây Ninh Bình, được khởi công xây dựng từ tháng 3/2022. Tuyến Đại lộ Đông Tây Ninh Bình có điểm đầu tại Đường cao tốc Bắc – Nam, thành phố Tam Điệp, điểm cuối giao với Quốc lộ 12B tránh thị trấn Nho Quan tại xã Văn Phong, huyện Nho Quan.
Tuyến đi qua các phường: Trung Sơn, Quang Sơn của thành phố Tam Điệp và các xã: Phú Long, Kỳ Phú, Văn Phú, Văn Phương, Văn Phong của huyện Nho Quan.